# Кицбил
Кицбил град је у Аустрији, смештен у западном делу државе. Значајан је град у покрајини Тирол, у оквиру округа Кицбил.
Кицбил је познато скијашко одредиште.

## Природне одлике
Кицбил се налази у западном делу Аустрије, 390 км западно од Беча. Главни град покрајине Тирол, Инзбрук, налази се 90 km источно од града.
Град Кицбил се сместио у долини реке Кицбилер Ах, у ободном делу Тирола. Изнад града се стрмо издижу Кицбилски Алпи. Надморска висина града је око 750 m.

## Историја
Већ у касно бронзано доба, око 1100 - 800 пре нове ере, подручје су настањивали Илири, који су на месту данашњег Кицбила имали рудник бакра.

## Становништво
| 1981. | 1991. | 2001. | 2011. |
| ----- | ----- | ----- | ----- |
| 7.840 | 8.119 | 8.574 | 8.076 |

Данас је Кицбил град са око 7.200 становника. Последњих деценија број градског становништва стагнира.

## Партнерски градови
- Бад Зоден ам Таунус
- Togane
- Ријеј Малмезон

## Галерија
- Главна улица старог Кицбила
- Римокатоличка црква св. Катарине
- Старе градске куће
- Кицбилски слалом